# Eleocharis punctulata
Eleocharis punctulata là loài thực vật có hoa trong họ Cói. Loài này được Boeckeler ex Duss mô tả khoa học đầu tiên năm 1896 publ. 1897.